# بروس درابر
بروس درابر هو لاعب هوكي الجليد كندي، ولد في 2 أكتوبر 1940،  في تورونتو في كندا، وتوفي في 26 يناير 1968، بسبب ابيضاض الدم.

## وصلات خارجية
- بروس درابر على موقع دوري الهوكي الوطني (الإنجليزية)
- بروس درابر على موقع قاعة مشاهير الهوكي (لاعب أن.إتش.أل) (الإنجليزية)
- بروس درابر على موقع EliteProspects.com (الإنجليزية)
- بروس درابر على موقع HockeyDB.com (الإنجليزية)
- بروس درابر على موقع Hockey-Reference.com (الإنجليزية)